# Long Gone Before Daylight
Long Gone Before Daylight — пятый студийный альбом шведской группы The Cardigans. Выпущен в Японии 19 марта 2003 года и в Европе 24 марта, после пятилетнего молчания группы (во время которого её члены занимались сольными проектами, а солистка Нина Перссон успела выйти замуж). Релиз в Канаде пришёлся на 22 апреля 2003 года, а в Северной Америке — на 25 мая 2004 года).

## Об альбоме
Long Gone Before Daylight отличается от прошлых работ группы. Их поп-звук изменился под влиянием преимущественно американской кантри-музыки. Альбом носит более меланхоличное настроение и значительно спокойнее предыдущего Gran Turismo.
Отражая смену настроения коллектива, Нина сменила имидж и стала брюнеткой.
Критика альбома была смешанной. Некоторым направление изменений понравилось, оно показывало взросление группы.
Первый сингл из альбома, «For What it’s Worth» выпущен 17 февраля 2003.
Вторым последовал «You’re the Storm» (2 июня), а третьим — «Live and Learn», который был выпущен 3 декабря.

## Список композиций
(все песни написаны Ниной Перссон и Петером Свенссоном)
1. «Communication» — 4:28
2. «You’re The Storm» — 3:53
3. «A Good Horse» — 3:17
4. «And Then You Kissed Me» — 6:03
5. «Couldn’t Care Less» — 5:32
6. «Please Sister» — 4:37
7. «For What It’s Worth» — 4:16
8. «Lead Me into The Night» — 4:32
9. «Live and Learn» — 4:16
10. «Feathers and Down» — 4:30
11. «03:45 No Sleep» — 3:45

- Японское и канадское издания содержит бонусную дорожку «If There is a Chance» (Перссон, Свенссон).
- Британское издание содержит бонусные доржки «Hold Me (Mini Version)» (Перссон, Свенссон) и «If There is a Chance» (Перссон, Свенссон).
- Американское издание содержит бонусные доржки британского и «For the Boys» (Ларсон, Перссон, Свенссон). В него также входит DVD — Up Before Dawn — с видео на «For What It’s Worth», «You’re the Storm» и «Live and Learn», записи с выступлений вживую и 20-минутное интервью.

## Чарты и награды

### Альбом
| Год  | Чарт                                       | Позиция |
| ---- | ------------------------------------------ | ------- |
| 2003 | Swedish Top 100 Albums                     | 1       |
| 2004 | Swedish Top 100 Albums 2004 Year-end Chart | 4       |
| 2003 | UK Top 200 Albums                          | 47      |

- Swedish Grammis Awards 2003: Альбом года и рок-группа года
- Дважды платиновый в Швеции

### Синглы
| Год  | Сингл               | Чарт                                        | Позиция |
| ---- | ------------------- | ------------------------------------------- | ------- |
| 2003 | For What It’s Worth | Swedish Top 100 Singles                     | 8       |
| 2003 | You´re the Storm    | Swedish Top 100 Singles                     | 10      |
| 2004 | For What It’s Worth | Swedish Top 100 Singles 2004 Year-end Chart | 90      |
| 2003 | For What It’s Worth | UK Top 75 Singles                           | 31      |
| 2003 | You’re the Storm    | UK Top 75 Singles                           | 74      |

- Swedish Grammis Awards 2003: Лучшее видео для «You’re the Storm»